# Heterometopia elongata
Heterometopia elongata är en skalbaggsart som beskrevs av Stefan von Breuning 1976. Heterometopia elongata ingår i släktet Heterometopia och familjen långhorningar. Inga underarter finns listade i Catalogue of Life.